# دوربین پیشرفته تفنگ جنگی

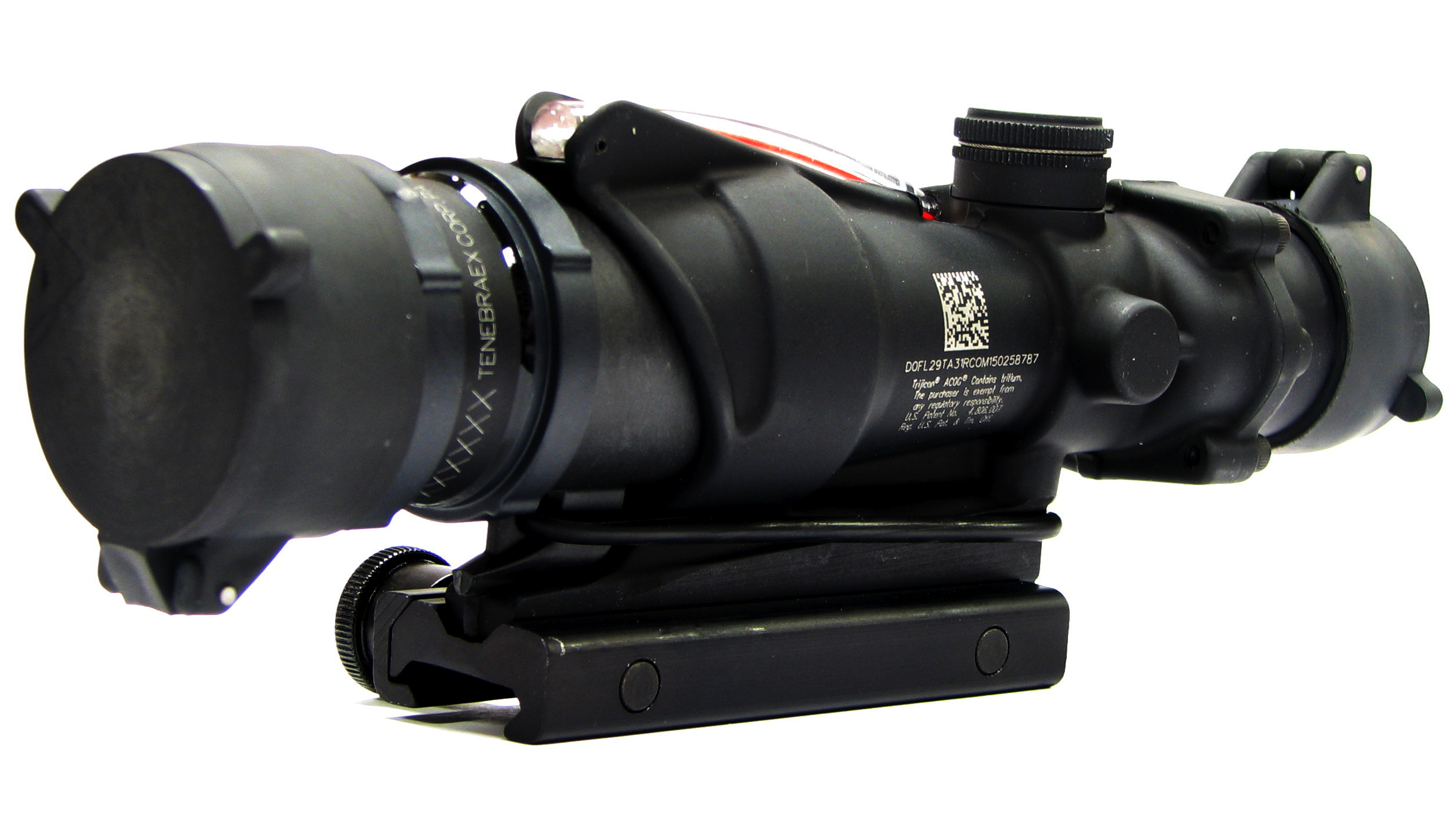
دوربین M150 ارتش ایالات متحده امریکا، جدیدترین دوربین تفنگداران ساخت امریکا

دوربین تفنگ جنگی پیشرفته که به‌اختصار «ای‌سی‌اوجی» می‌گویند، دوربینی تلسکوپی است که در سلاح‌های گرم به ویژه کارابینها یا تفنگ‌های تهاجمی مانند ام۱۶ بکار می‌رود.

## نگارخانه

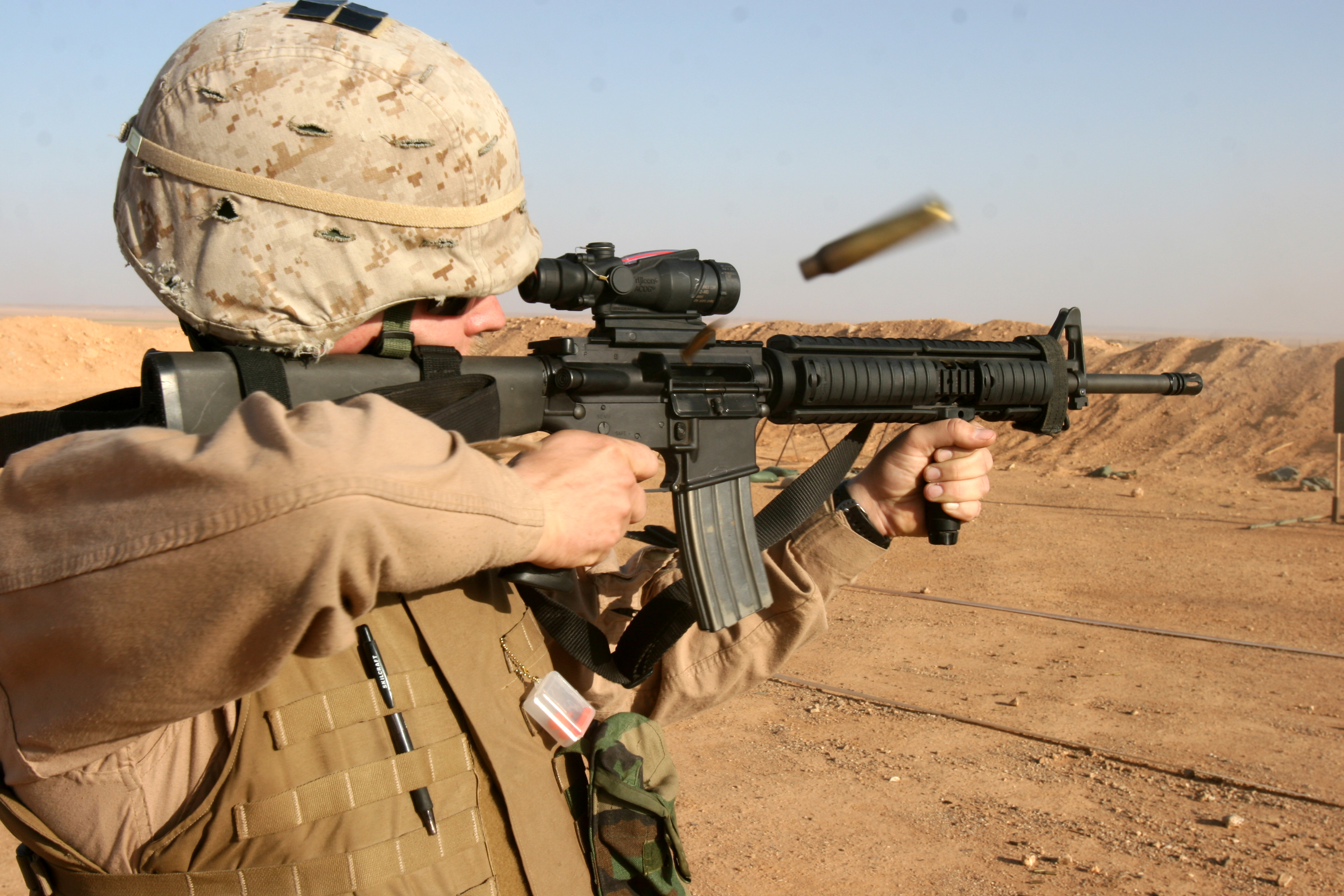
سرباز تفنگدار دریایی آمریکا درحال شلیک ام۱۶ای۴ با دوربین ای‌سی‌اوجی.
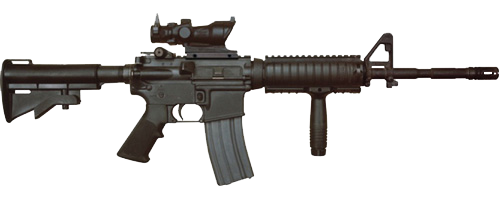
ام۴ بهمراه دوربین
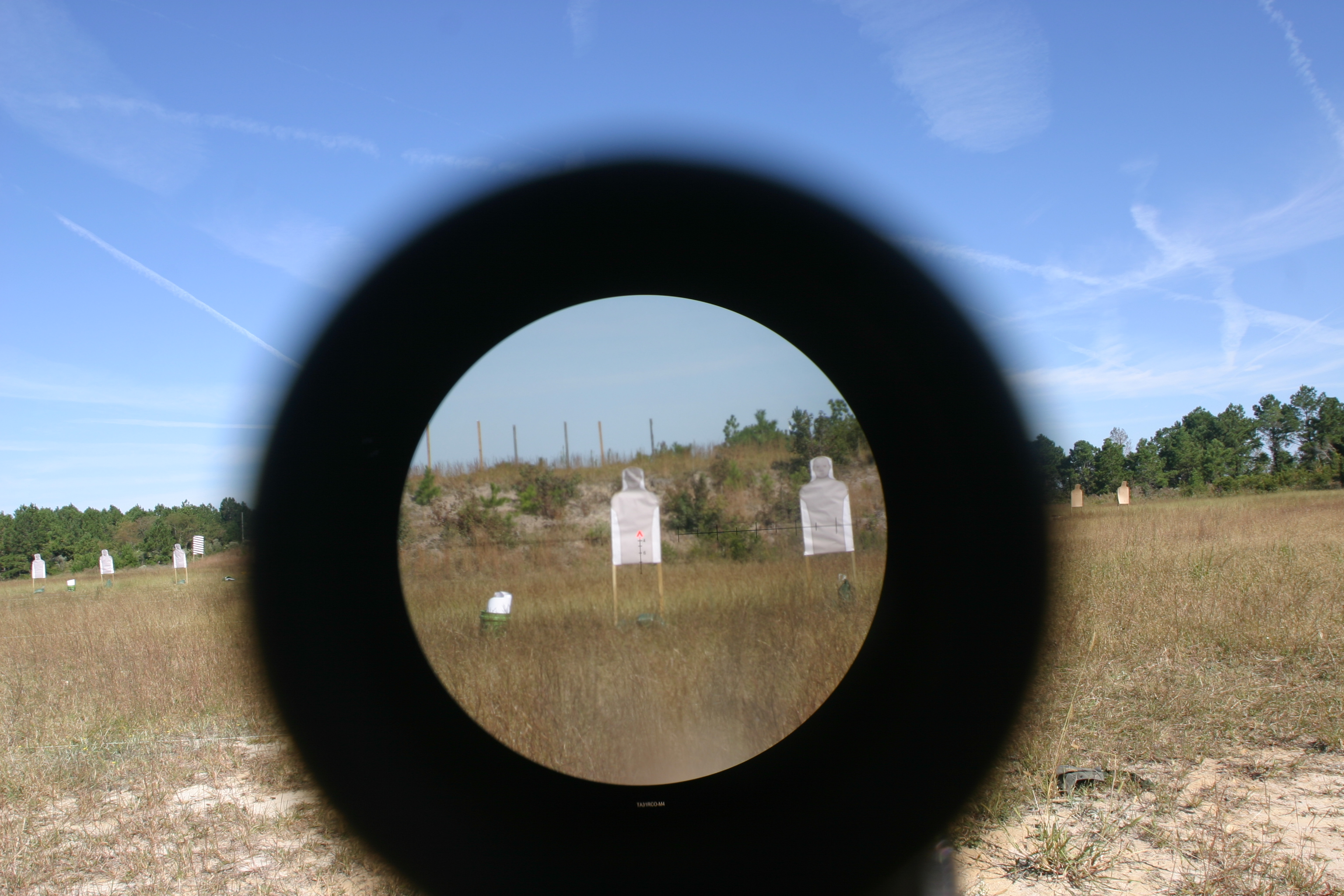
سرباز تفنگدار دریایی امریکا
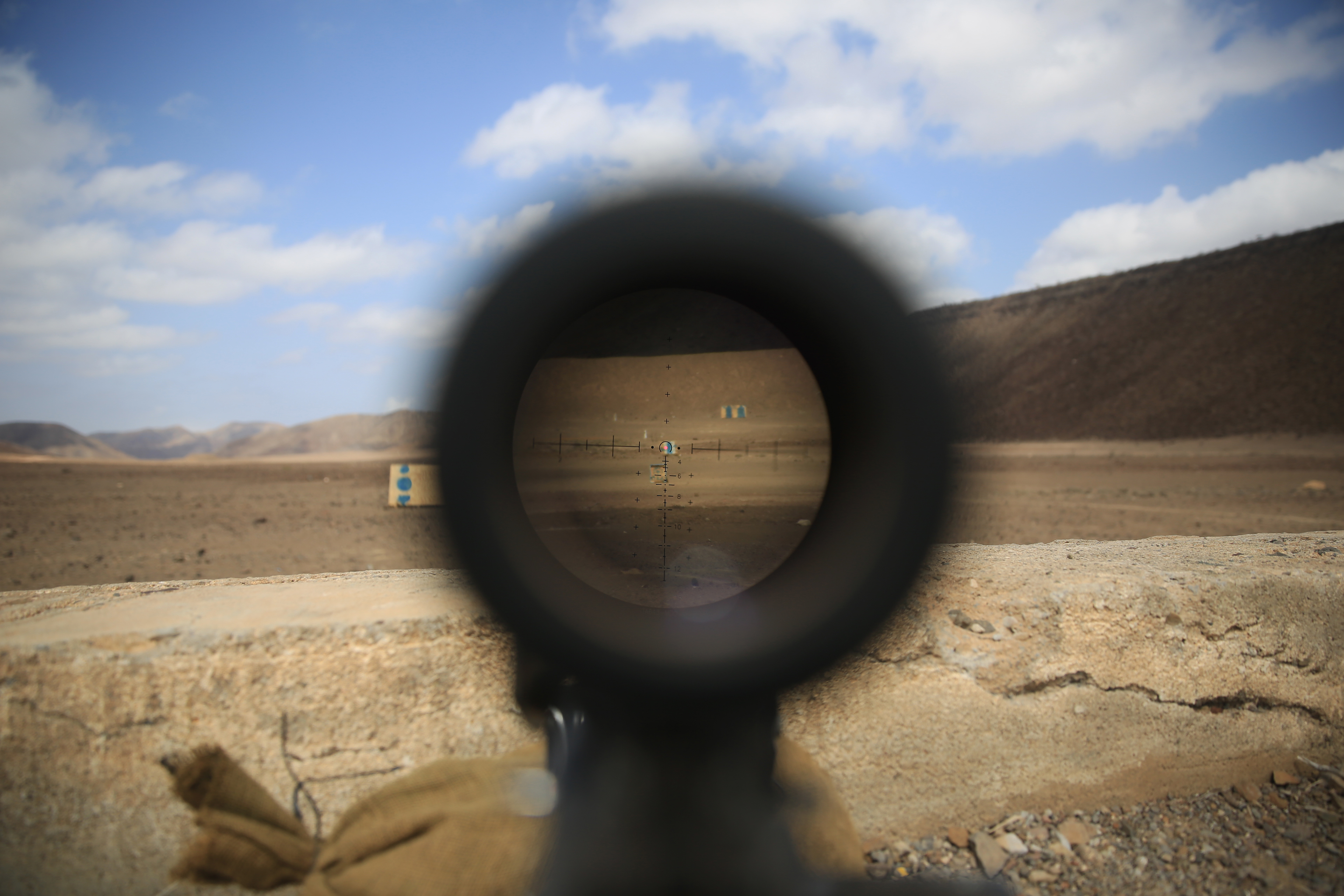
لشکر ۲۴ پیاده امریکا
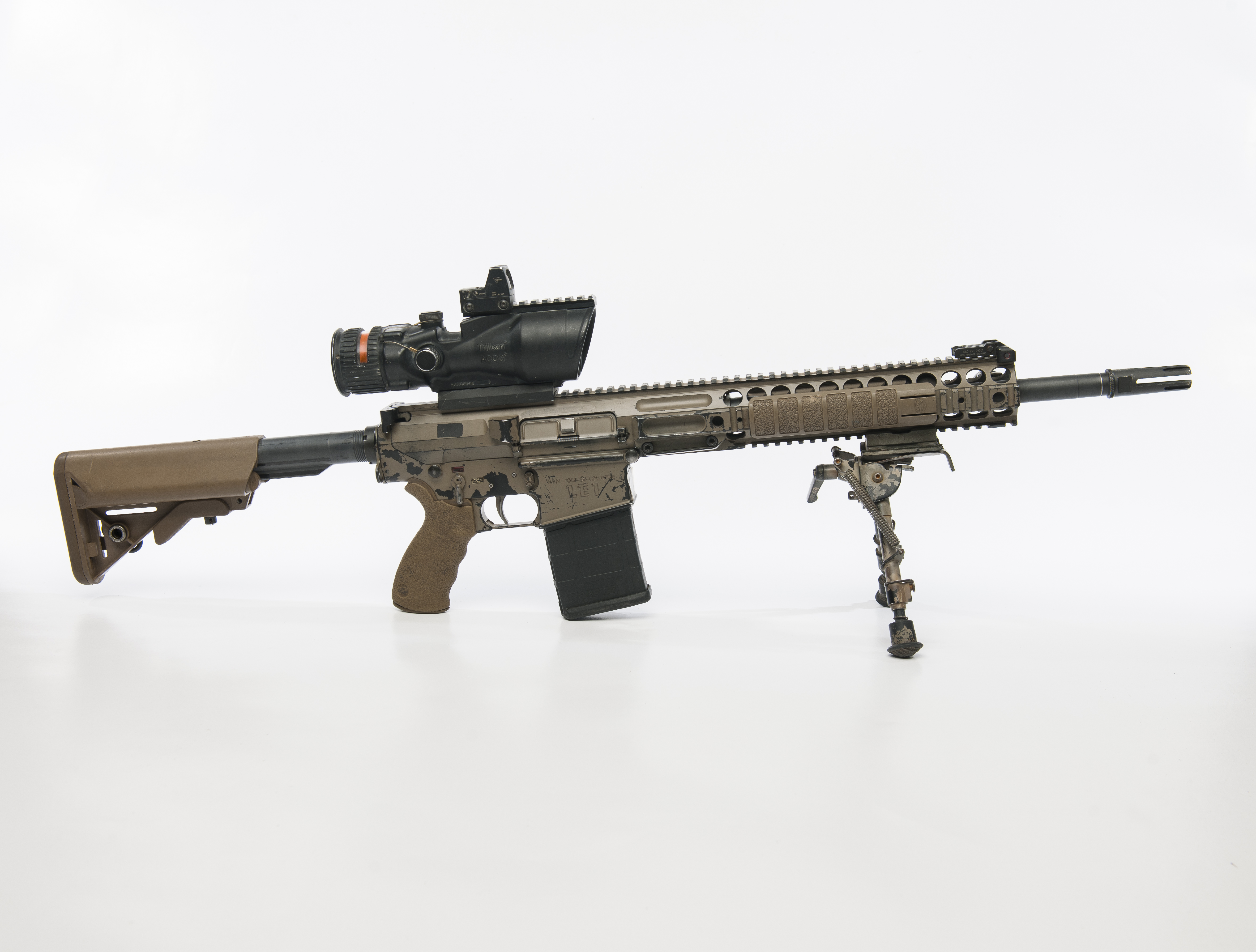
تفنگ تک‌تیرانداز L129A1 بهمراه دوربین با بزرگنمایی بالا

## کاربران
- بلژیک
- اسرائیل
- یونان: Hellenic Army Commandos and SFs
- فنلاند
- گرجستان
- مجارستان : Hungarian special forces use ACOGs on their M4 carbines.
- لبنان
- بریتانیا: British Army and the Royal Marines.<ref>{{cite
- ایالات متحده آمریکا: United States armed forces (see below), various law enforcement agencies.